# Onthophagus striatulus
Onthophagus striatulus là một loài bọ cánh cứng trong họ Bọ hung (Scarabaeidae).